# Jérôme Roussillon
Jérôme Roussillon (Sarcelles, 6 de enero de 1993) es un futbolista francés que juega en la demarcación de defensa.

## Biografía
Tras empezar a formarse como futbolista en el Clairefontaine, en 2009 se marchó a la disciplia del F. C. Sochaux-Montbéliard. En 2012 subió al primer equipo, y tras completar tres temporadas, se fue traspasado al Montpellier H. S. C. Hizo su debut con el club montpellerino el 2 de mayo de 2012 en un partido de liga contra el A. C. Ajaccio tras sustituir a Ryad Boudebouz en el minuto 76.
En agosto de 2018 fichó por el VfL Wolfsburgo. En cuatro años y medio disputó más de cien partidos en la 1. Bundesliga y en enero de 2023 se marchó al F. C. Union Berlin. En el conjunto capitalino participó en 56 encuentros y quedó libre al final de la temporada 2024-25.

## Clubes
| Club                      | País     | Año       | Partidos | Goles |
| ------------------------- | -------- | --------- | -------- | ----- |
| F. C. Sochaux-Montbéliard | Francia  | 2012-2015 | 57       | 0     |
| Montpellier H. S. C.      | Francia  | 2015-2018 | 95       | 7     |
| VfL Wolfsburgo            | Alemania | 2018-2023 | 128      | 5     |
| F. C. Union Berlin        | Alemania | 2023-2025 | 56       | 0     |